# Le Cadeau de Noël
 (janvier 2017).
Si vous disposez d'ouvrages ou d'articles de référence ou si vous connaissez des sites web de qualité traitant du thème abordé ici, merci de compléter l'article en donnant les références utiles à sa vérifiabilité et en les liant à la section « Notes et références ».
Pour l’article homonyme, voir Cadeau de Noël.
Le Cadeau de Noël est une émission de variétés spéciale (un « one shot »), diffusée en prime time sur la chaîne de télévision française TF1 pour le réveillon de Noël 1991.
La chaîne confie à l'animatrice du Club Dorothée la présentation de cette soirée de réveillon avec une émission exceptionnelle en première partie de soirée.
Il s'agit d'une émission de variétés composée de chansons et de différents sketchs retraçant une histoire : une sorte de comédie musicale télévisée dans laquelle Dorothée interprète ses propres chansons issues de son dernier album du moment : Les Neiges de l'Himalaya. Mais sont aussi insérées de nombreuses reprises en duo avec ses invités.

## Synopsis
Le soir du réveillon de Noël, Dorothée écrit une lettre au père Noël pour lui demander de faire en sorte que plus jamais aucun enfant du monde ne manque de cadeaux et d'amour le soir de Noël. Par surprise, elle est alors embarquée dans de nombreuses aventures et péripéties extraordinaires et magiques. Croisant sur sa route d'étranges personnages chantant, elle voyage à travers les continents à la recherche du père Noël et du secret qui lui permettra de réaliser son vœu.

## Production
- Année de production : 1991 (1 numéro)
- Date de diffusion : Mardi 24 décembre 1991
- Producteurs : AB Productions et TF1
- Proposé et présenté par : Dorothée
- Scénario et dialogues : Jean-François Porry (alias Jean-Luc Azoulay)
- Musique : Gérard Salesses
- Réalisation : Pat Le Guen
- Audience : 7 500 000 téléspectateurs

## Invités par ordre d'apparition
- Carlos
- Roch Voisine
- Henri Salvador
- Alain Gillot-Pétré
- Annie Pujol
- Denise Fabre
- Évelyne Dhéliat
- Christian Morin
- Bernard Montiel
- Patrick Roy
- Laurence Compain
- Dominique Pivain
- Fabienne Égal
- Patrick Simpson-Jones
- Les Musclés
- Babsie Steger
- Jacques Pradel
- Jean-Marie Perthuis
- Jean-Pierre Foucault
- Madame Soleil
- Michel Klein
- Charly Oleg
- Michel Chevalet
- Anne Barrère
- Jean Roucas
- Évelyne Leclercq
- Ariane
- Jacky
- François Corbier
- Fanfan
- Paul Préboist
- Simone Garnier
- Les Forbans
- Benny B
- Roger Hanin
- Lagaf
- Georges Beller
- Thierry Hazard
- Les comédiens de Premiers baisers
- Nana Mouskouri
- Jean-Philippe Audin
- Diego Modena

## Liste des chansons
| No  | Titre | Auteur                                                       | Interprète(s) | Durée |
| --- | --- | ------------------------------------------------------------ | --- | ----- |
| 1.  | Oh ! Quelle histoire | J-F Porry/J-F Porry et Gérard Salesses                       | Dorothée | 3:38  |
| 2.  | Waiting | Roch Voisine                                                 | Roch Voisine | 3:35  |
| 3.  | Vive le vent | F. Blanche/R. Mariot                                         | Dorothée et Henri Salvador | 2:26  |
| 4.  | Medley Tant qu'il y aura des étoiles (Tant qu'il y aura des étoiles, Vénus, mon amie, Catch a falling star, Il faut croire aux étoiles, La route enchantée, Chariot d'étoiles et Étoile des neiges) | A. Hornez/H. Vendresse et V. Scott, J. Broussole/E. Marshall | Alain Gillot-Pétré, Denise Fabre, Christian Morin, Évelyne Dhéliat, Bernard Montiel, Patrick Roy, Laurence Compain, Dominique Pivain, Patrick Simpson-Jones, Fabienne Égal, Les Musclés, Babsi, Jacques Pradel, Jean-Marie Perthuis, Jean-Pierre Foucault, Charly Oleg, Madame Soleil, Michel Klein, Michel Chevalet, Anne Barrère, Jean Roucas, Ariane, Jacky, Corbier, Évelyne Leclercq, Carlos, Annie Pujol, Simone Garnier et Paul Préboist | 4:24  |
| 5.  | Monsieur Bill | J-F Porry/J-F Porry et Gérard Salesses                       | Dorothée | 2:57  |
| 6.  | Rock Around the Clock | Max C. Freedam/J. De Knight                                  | Dorothée et Les Forbans | 2:05  |
| 7.  | Miss madame tout l'monde | A. Kassabi/P. Masse                                          | Les Forbans | 3:08  |
| 8.  | Parce qu'on est jeunes | Gharbaoui/V. Lucente et R. Quyssen                           | Benny B | 3:23  |
| 9.  | America |                                                              | Dorothée, Benny B et Les Forbans | 2:49  |
| 10. | Bo le lavabo | Lagaf'/L. Louis                                              | Lagaf' | 2:15  |
| 11. | Canon | P.A. Doucet/F. Bernheim                                      | Carlos | 4:01  |
| 12. | Les petites femmes des îles | J-F Porry/J-F Porry et Gérard Salesses                       | Évelyne Dhéliat, Fabienne Égal, Simone Garnier, Évelyne Leclercq et Laurence Compain | 2:34  |
| 13. | Même les baleines | J-F Porry/J-F Porry et Gérard Salesses                       | Dorothée | 2:39  |
| 14. | Le Kikouyou | A. Desmarets                                                 | Carlos, (avec la participation de Georges Beller dans le rôle du journaliste) | 4:24  |
| 15. | Un jour c'est oui, un jour c'est non | Thierry Hazard                                               | Thierry Hazard | 3:11  |
| 16. | Minnie, petite souris | R. Allen/W. Merrell                                          | Henri Salvador et Dorothée, | 2:18  |
| 17. | Medley À l'école (Au lycée papillon, Adieu monsieur le professeur et L'École est finie) | J. Galland/A. Guibourd, C. Carrere/A. Salvet/J. Hourdeaux    | Dorothée, Jean-Pierre Foucault, Patrick Roy,Carlos, Les Forbans, Dominique Pivain, Ariane, Jacky, Corbier et Paul Préboist | 3:40  |
| 18. | La Berceuse du petit diable | Roch Voisine/Y. Decary et Roch Voisine                       | Roch Voisine, (avec la participation des comédiens de Premiers baisers) | 3:59  |
| 19. | Le Collège des cœurs brisés | J-F Porry/J-F Porry et Gérard Salesses                       | Dorothée | 3:06  |
| 20. | Medley "Beatles" (She Loves You, I Want to Hold Your Hand, From Me to You, A Hard Day's Night, Hey Jude)                                                                                            | John Lennon et Paul Mac Cartney                              | Les Musclés | 2:56  |
| 21. | Noël blanc | F. Blanche/I. Berlin                                         | Dorothée et Christian Morin | 2:35  |
| 22. | Petite Maman Noël | J-F Porry/J-F Porry et Gérard Salesses                       | Les Musclés | 3:43  |
| 23. | La Zoubida | Lagaf/Yerasimos                                              | Lagaf, (avec la participation des Gafettes) | 2:50  |
| 24. | Je chante avec toi Liberté | P. Delanoe/C. Lemesle                                        | Nana Mouskouri | 3:46  |
| 25. | Hé ! Dis Père Noël ! | J. Balasko/J. Delaporte                                      | Carlos et Dorothée | 3:34  |
| 26. | Song of Ocarina | P. De Senneville                                             | Jean-Philippe Audin et Diego Modena | 3:24  |
| 27. | La Chanson du Magicien d'Oz | Arlen/Harburg/H. Stockart                                    | Ariane, Jacky, Corbier et Carlos | 1:34  |
| 28. | L'Enfant au tambour | H. Simeone/H. Onorati/G. Coulonges                           | Nana Mouskouri et Dorothée | 2:43  |
| 29. | Les Neiges de l'Himalaya | J-F Porry/J-F Porry et Gérard Salesses                       | Dorothée | 3:27  |
| 30. | Dis Monsieur Gordon Cooper | Henri Salvador                                               | Henri Salvador | 2:26  |
| 31. | Petit Papa Noël | R. Vincy/H. Martinet                                         | Dorothée et Carlos | 3:27  |
| 32. | Mon plus beau cadeau | Michel Jourdan/Petit Blues                                   | Dorothée | 3:20  |
| 33. | Tous les jours de bonheur | J-F Porry/J-F Porry et Gérard Salesses                       | Dorothée | 3:21  |
| 34. | Le Père Noël des Musclés | J-F Porry/J-F Porry et Gérard Salesses                       | Les Musclés | 3:24  |
| 35. | Les Neiges de l'Himalaya (clip) | J-F Porry/J-F Porry et Gérard Salesses                       | Dorothée | 3:09  |
| 36. | Noël blanc |                                                              | Dorothée et Christian Morin | 2:21  |
| 37. | Générique de fin - Medley Tant qu'il y aura des étoiles |                                                              | | 3:59  |